# Grettishæð
Grettishæð är en kulle i republiken Island. Den ligger i regionen Norðurland vestra, 140 km nordost om huvudstaden Reykjavík. Toppen på Grettishæð är 765 meter över havet.
Trakten runt Grettishæð är nära nog obefolkad, med mindre än två invånare per kvadratkilometer. Det finns inga samhällen i närheten. Trakten runt Grettishæð består i huvudsak av gräsmarker.